# Vilevolodon
Vilevolodon diplomylos
Genre
Espèce
Vilevolodon est un genre fossile de Mammaliaformes de la famille des Eleutherodontidae (ordre des Haramiyida). Ce genre n'est représenté que par son espèce type, Vilevolodon diplomylos qui se caractérise par son aptitude à planer grâce à des membranes cutanées tendues entre ses membres, sa tête et la base de sa queue, qu'on appelle des patagiums.

## Historique
Vilevolodon a été découvert dans la formation géologique de Tiaojishan datée du Jurassique moyen à supérieur,, située dans le Nord-Est de la Chine, dans le xian autonome mandchou de Qinglong de la province du Hebei
. Son espèce type, Vilevolodon diplomylos, a été décrite en 2017.

## Description
L'holotype est représenté par un squelette et sa contre-empreinte, répertoriés BMNH2942A et BMNH2942B. Il s'agit d'un squelette postcrânien complet à 70 %, d'un crâne et de sa mandibule. Le corps mesure environ 30 cm de longueur, sans la queue qui n'a pas été retrouvée. Comme chez les autres haramiyidiens, les os de l'oreille interne de Vilevolodon ne sont pas complètement séparés de la mandibule,.

### Patagiums
Vilevolodon est remarquable par ses membranes cutanées appelées patagiums, qui joignent ses pattes avant et arrière, ses joues et la base de sa queue, un peu à la manière des écureuils volants et des dermoptères actuels. La préservation de cette membrane tégumentaire est rare dans le registre fossile.
Cette découverte intervient après celle en 2006 de Volaticotherium, un mammifère eutriconodonte découvert dans cette même formation de Tiaojishan, devenu le plus ancien mammifère planant connu, environ 110 millions d'années (Ma) plus vieux que tous ceux connus auparavant (le plus ancien identifié était alors une chauve-souris ayant vécu à l'Éocène inférieur, il y a environ 51 Ma). Il a été rejoint ensuite par des haramiyidiens planant chinois contemporains, dont Vilevolodon, Maiopatagium et Xianshou, avant d'être dépassé par le genre argentin Argentoconodon, datant de la fin du Jurassique inférieur (Toarcien supérieur) à la partie inférieure du Jurassique moyen (Bathonien),.
Vilevolodon montre trois paires de patagiums, de l'avant vers l'arrière :
- un propatagium entre ses joues et ses poignets ;
- un plagiopatagium entre ses poignets et ses chevilles ;
- un uropatagium entre ses chevilles et la base de sa queue.

La répartition entre les trois types de patagiums est proportionnellement similaire à celle des écureuils arboricoles actuels de la famille des Sciuridae. Le pelage de Vilevolodon est conservé comme un tapis de fourrure carbonisée et de longs poils compressés sur les membranes patagiales.

### Denture
La morphologie dentaire de Vilevolodon est caractérisée par une double occlusion des molaires de type « mortier et pilon », dans laquelle la cuspide distale la plus haute de la molaire supérieure s'insère dans le bassin distal le plus profond de la molaire inférieure opposée. De même la cuspide mésiale la plus haute de la molaire inférieure s'encastre simultanément dans le bassin mésial de la molaire supérieure opposée. Ce type d'occlusion complexe permet un double fonctionnement efficace de concassage et de broyage. Un modèle occlusal similaire est observé chez d'autres haramiyidiens comme Arboroharamiya et Xianshou,.
Les incisives supérieures et inférieures ont été fossilisées au milieu de leur remplacement. Ce remplacement des incisives est décalé dans le temps (hétérochronie) par rapport à celui des molaires et prémolaires, une observation nouvelle chez les Mammaliaformes. La couronne des incisives inférieures est particulièrement longue (0,9 cm) par rapport à la longueur totale de la mandibule (un peu plus de 2 cm). Ce rapport est nettement supérieur à celui observé chez d'autres haramiyidiens comme Haramiyavia et Megaconus.

## Classification
Le nom valide complet (avec auteur) de ce taxon est Vilevolodon Luo (d) et al., 2017.
Vilevolodon est un Mammaliaformes, clade qui rassemble les mammifères et les genres éteints apparentés du Mésozoïque plus dérivés que les cynodontes. Au sein des Mammaliaformes, Vilevolodon appartient à l'ordre des Haramiyida et au sous-ordre des Euharamiyida. Ces derniers ont d'abord été connus par des dents fossiles qui montraient déjà qu'ils étaient des Mammaliaformes basaux.

### Étymologie
Le nom générique, Vilevolodon, se compose du latin vilevol, « planeur », et du suffixe grec don, « dent », fréquemment utilisé pour les taxons de mammifères.
L'épithète spécifique, diplomylos, est constitué de la racine grecque diplo-, « double », et du mot grec mylos, « broyage », et fait référence à la double occlusion dentaire en « mortier et pilon » des molaires supérieures et inférieures, observée sur l'holotype.

### Publication originale
- (en) Luo ZX, Meng QJ, Grossnickle DM, Liu D, Neander AI, Zhang YG, Ji Q, « New evidence for mammaliaform ear evolution and feeding adaptation in a Jurassic ecosystem », Nature, vol. 548, no 7667,‎ août 2017, p. 326–329 (PMID 28792934, DOI 10.1038/nature23483)

## Paléobiologie
Comme pour Maiopatagium, la morphologie des mains et des pieds de Vilevolodon rappelle celle des chauve-souris modernes. La robustesse de sa ceinture pectorale et la présence de patagiums témoignent d'un mode de vie arboricole et d'un comportement de repos avec le corps suspendu par ses pattes sous une branche,.
La morphologie de ses molaires indique que Vilevolodon se nourrissait de graines, mais rappelle aussi en partie celle de certaines chauve-souris actuelles qui ont un régime de fruits à chair tendre (frugivore).